# Édouard Thouvenel

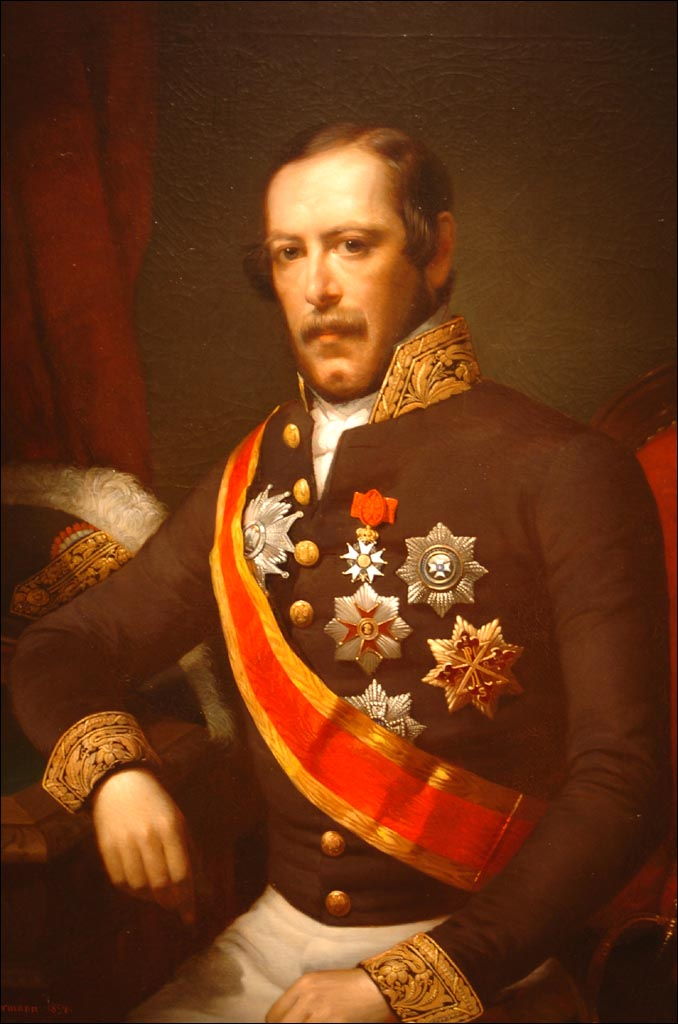
Édouard Thouvenel

Edouard Antoine Thouvenel (* 11. November 1818 in Verdun; † 18. Oktober 1866 in Paris) war ein französischer Diplomat und Außenminister.

## Leben
Edouard Thouvenel bereiste nach Absolvierung seiner Rechtsstudien den Orient (vgl. sein Werk La Hongrie et la Valachie, souvenirs de voyage et notes historiques, Paris 1840). Danach trat er unter de Sages, dem Direktor der politischen Angelegenheiten im Kabinett Guizot-Soult, ins Außenministerium ein. Er ging 1844 als Attaché zur Gesandtschaft nach Brüssel und 1845 als Gesandtschaftssekretär nach Athen, wo er 1846 interimistischer Geschäftsträger und 1848 Gesandter wurde. 1850 wurde er nach München versetzt.
Als entschiedener Anhänger des Prinz-Präsidenten Napoleon III. erhielt Thouvenel nach dessen Staatsstreich vom 2. Dezember 1851 als Nachfolger von de Sages die Leitung der politischen Angelegenheiten im Außenministerium übertragen, als diesem Turgot vorstand. Er behielt diese Stellung auch unter Édouard Drouyn de Lhuys, für den er die wichtigsten Noten und Zirkulardepeschen verfasste. Dem zum Kaiser proklamierten Napoleon III. machte er sich unentbehrlich durch die Gewandtheit, mit der er dessen Ideen aufzunehmen und in vollendeter Form diplomatisch zu gestalten verstand. Im Juli 1855 wurde er außerordentlicher Gesandter und bevollmächtigter Minister in Konstantinopel und übte dort während des Krimkriegs und der folgenden Jahre neben dem englischen Gesandten, Lord Stratford de Redcliffe, eine bedeutende Einwirkung auf die Politik der Hohen Pforte aus. Doch gelang es ihm nicht, den französischen Einfluss im Diwan auf Kosten des englischen zu vergrößern. Seit 8. Mai 1859 Senator, war er vom 24. Januar 1860 bis 15. Oktober 1862 französischer Außenminister, um dieses Amt dann an Drouyn de Lhuys abzugeben. Er starb am 18. Oktober 1866 im Alter von knapp 48 Jahren in Paris an einer Herzkrankheit, an der er schon lange laboriert hatte.

## Schriften
- La Hongrie et la Valachie, souvenirs de voyage et notes historiques. Paris 1840

Aus seinen Denkwürdigkeiten veröffentlichte ferner L. Thouvenel:
- Le secret de l’empereur. Correspondance confidentielle et inédite entre M. Thouvenel, le duc de Grammont et le général Flahault 1860-63, 2 Bände, Paris 1889
- La Grèce du roi Othon. Correspondance de M. Thouvenel avec sa famille et ses amis, 1890
- Nicolas Ier et Napoleon III. Les préliminaires de la guerre de Crimée 1852-54, 1891
- Épisodes d’histoire contemporain, 1892
- Trois années de la question d’Orient 1856-59, 1897
- Pages de l’histoire du second empire, 1903